# جميل علي
جميل علي (4 أكتوبر 1967 -)، ممثل سعودي من محافظة جدة.

## مولده
ولد في الرابع من أكتوبر 1967م في محافظة جدة بالمملكة العربية السعودية.

## أعماله
شارك في بطولة عدة أعمال درامية مهمة منها:
- مسلسل بابا فرحان (جميع الأجزاء) 1414 هـ - 1425 هـ.
- البيت الكبير (1418 هـ).
- عفواً أبي (1419 هـ).
- أمل وآلام (1422 هـ).
- حكاية على جدران الزمن.
- عندما تغيب الحقيقة (1427 هـ).
- مسلسل طاش ما طاش.
- مسلسل طالع نازل (1434 هـ).
- مسلسل لعبة الشيطان (1434 هـ).
- مسلسل أنتي طالق (1434 هـ).
- مسلسل فينك (جزئين).
- مسلسل مباشر ولكن (1432 هـ).
- مسلسل في بيتنا غشنة (1431 هـ).
- مسلسل ديليفري (1435 هـ).
- جرذان الصحراء.
- مسلسل حارة الشيخ (1437 هـ).
- العاصوف 2
- بدون فلتر 2018

## روابط خارجية
- جميل علي على موقع قاعدة بيانات الأفلام العربية